# Delia Matache

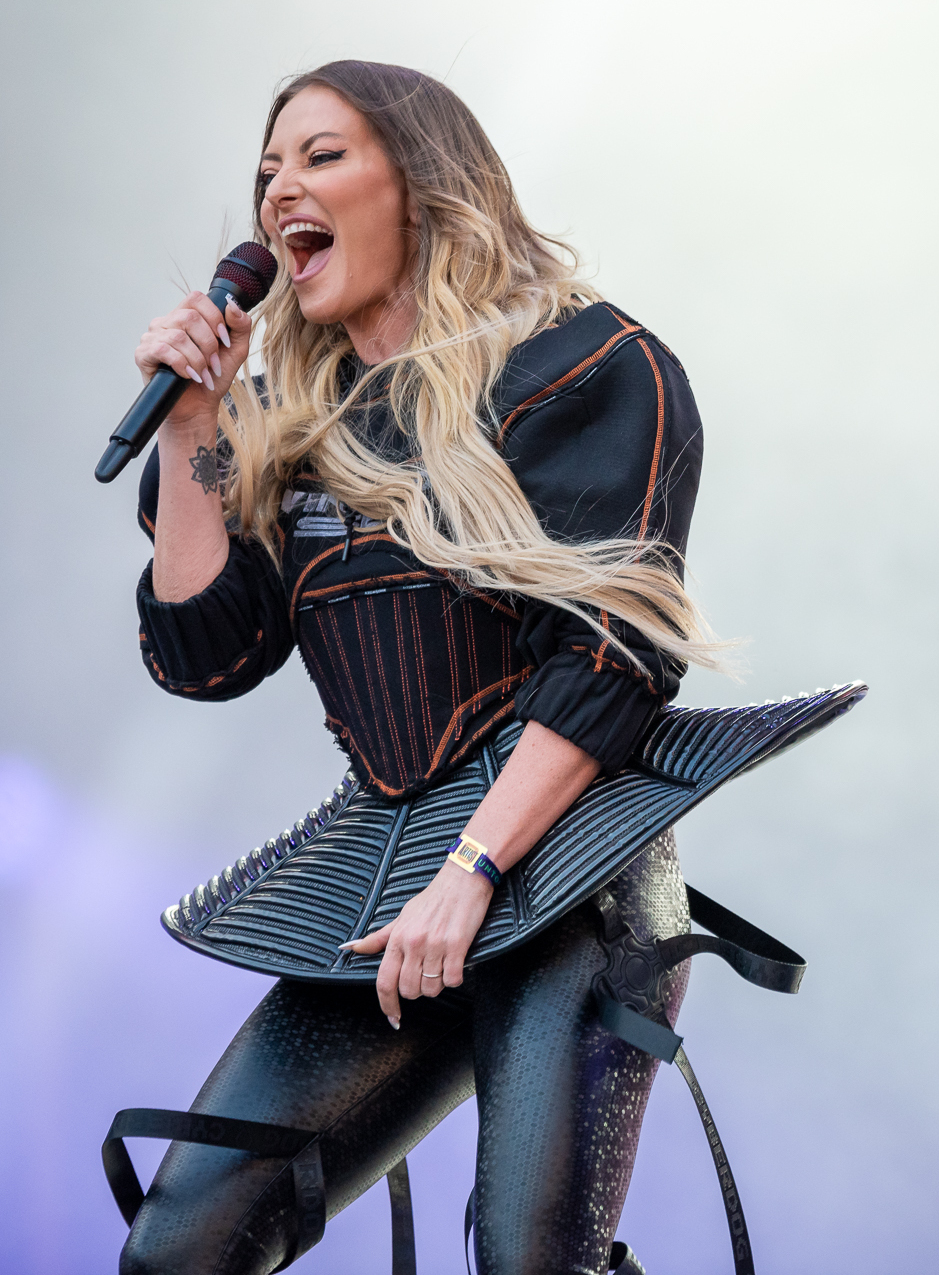
Delia Matache (2023)

Delia Matache [deli.a maˈtake] (* 7. Februar 1982 in Bukarest) ist eine rumänische Sängerin, Schauspielerin, Tänzerin sowie Teil der Jury der rumänischen Ausgabe der Talentshow The X Factor. Von 1999 bis 2003 war Matache Mitglied der Popgruppe N&D, in der sie erstmals in ihrem Heimatland bekannt wurde. Zwischen 1999 und 2003 erschienen fünf Studioalben sowie mehrere Singles des Musik-Duos. Nach ihrem Ausstieg aus der Band widmete sich Matache einer Karriere als Solokünstlerin zu. Bisher veröffentlichte sie fünf Studioalben, ein Live-Album sowie über dreißig Solo-Singles.

## Frühe Jahre

### Kindheit und Ausbildung
Matache wurde am 7. Februar 1982 in Bukarest geboren und wuchs dort mit einem älteren Bruder sowie einer jüngeren Schwester auf. Sie ist die jüngste Tochter von Gina Matache und Ion Matache. Anfang der 1990er-Jahre besuchte sie in ihrer Geburtsstadt nach Beendigung der Mittelschule die Liceul de muzica Dinu Lipatti (Dinu-Lipatti-Musikschule), nahm für fünf Jahre Klavierunterricht und privaten Unterricht, um Flöte spielen zu lernen. Danach setzte Matache ihr Studium an der Nationalen Musikuniversität Bukarest fort. Ihr Wunsch, Sängerin zu werden, entstand nach dem Ende ihres Studiums an der Universität. Unterstützung erhielt sie dabei von ihrer Mutter Gina, ihren Traum als Solistin für Volksmusik zu verwirklichen.

## Karriere

### 1999 bis 2003:N&D
Im Jahr 1999, als Matache im Alter von 17 Jahren war, gründete sie zusammen mit ihrem Schulfreund Nicolae Marin eine Band unter dem Namen N&D. Beide besuchten dieselbe Schule und waren gerade in der elften Klasse. Im gleichen Jahr, als Matache und Morin das Duo gegründet hatten, erschien das erste Album unter dem Titel Altfel, welches sehr erfolgreich wurde und sich in den rumänischen Albumcharts platzieren konnte. Die auf dem Album enthaltene Single Vino la mine erreichte die Spitze der Top-Ten-Charts. 2000 folgte das zweite Studioalbum Face ce vreau und 2001 das dritte unter dem Namen Nu e vina mea.
Beide Alben waren ebenfalls sehr erfolgreich und erlangten Platzierungen in den Albumcharts.
2002 erschien das vierte Studioalbum Nu vreau să te pierd; ein Jahr danach folgte das fünfte und letzte Album unter dem Titel Explosion. Beide Alben konnten jedoch nicht an den Erfolg der drei ersten anknüpfen. Gegen Ende des Jahres 2003 beschlossen Matache und Marin, die Gruppe aufgrund des schwindenden und nachlassenden Erfolges aufzulösen. Beide wollten sich nach der Auflösung auf eine Karriere als Solointerpreten konzentrieren.

### 2003–2010:Parfum de fericire&Listen Up

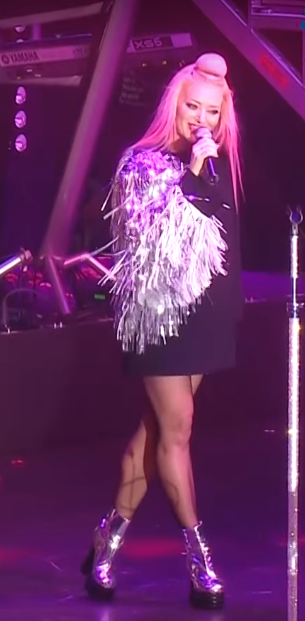
Delia Matache bei einem Live-Auftritt (2011)

Nach ihrem Ausstieg aus N&D konzentrierte sich Matache auf ihre Solokarriere. Im gleichen Jahr gab sie bekannt, ihr erstes Solo-Studioalbum unter dem Namen Parfum de fericire aufzunehmen. Das Album wurde am 18. Juli 2003 veröffentlicht und beinhaltet zehn Lieder. Bis auf den Song Make It Last werden alle Tracks von Matache in rumänischer Sprache gesungen. Das Lied Parfum de fericire, nach dem das Album benannt ist, wurde in Rumänien ein kommerzieller Erfolg.
Nach einer vierjährigen musikalischen Pause brachte Matache am 29. Juni 2007 ihr zweites Album Listen Up heraus, welches ebenfalls ein großer Erfolg in Rumänien und auch Moldawien wurde. Das Album beinhaltet eine Reihe von englisch- und rumänischsprachigen Songs. Matache arbeitete erstmals mit anderen Künstlern und Produzenten zusammen, darunter mit den Sängern Matteo, Smiley, Connect-R, Marius Moga, Cristi Enache, Michael Pow sowie der Band Hi-Q, Gabi Huiban, Miss J und Solo & Umberti Tomassiaks Costi. Gemeinsam mit dem Sänger Matteo nahm sie die Lieder Listen Up und No, No, No auf. Der Song Sufletul meu entstand in Zusammenarbeit mit DJ Star. Dieser und ein weiterer Song mit dem Titel Secretul Mariei, den Matache mit Smiley aufnahm, wurden als Soundtrack für die gleichnamige Telenovela Secretul Mariei verwendet.
2008 nahm Matache an der Tanzshow Dansez pentru tine teil. Sie und ihr Tanzpartner Ionuț Pavăl traten in der 5. Staffel gegen sieben weitere Paare an. Ziel der Show ist es, dass der Gewinn von mehreren rumänischen Leus an wohltätige Zwecke gespendet wird. In der fünften Staffel brauchte ein 8-jährige Junge aus Sibiu eine Armprothese. Die Familie konnte jedoch die finanziellen Mittel nicht aufbringen. Der Erlös des Gewinnerpaares kam der Familie des Kindes zugute.
Im September 2009 trat Matache als Headliner auf dem berühmten Cerbul de Aur-Festival in Brașov auf. Sie interpretierte das Lied I Will Survive, welches ursprünglich von Gloria Gaynor gesungen wurde, und erhielt für ihren Auftritt in der Bewertung zehn Punkte.

### 2011 bis 2015:The X FactorundPe aripi de vânt
Am 15. Juni 2012 wurde bekannt gegeben, dass Delia Matache neben Dan Bittman und Cheloo ab der zweiten Staffel von The X Factor die Juryführung übernehmen wird. Dies gaben zahlreiche Medien bekannt, nachdem die ursprüngliche Jury, bestehend aus Adrian Sînă, Paula Seling und Mihai Morar, aufgelöst wurde. Matache war in der zweiten Staffel Mentorin für die Musikgruppen und in der dritten Staffel für die Kandidaten, die über 20 Jahre alt waren. Am Ende der dritten Staffel ging Mataches Kandidat Florin Ristei am 22. Dezember 2013 als Sieger hervor. Bittman und Cheloo wurden nach der dritten Staffel durch Horia Brenciu und Ștefan Bănică Junior ersetzt; Matache blieb weiterhin als Jurorin bestehen.
Ab der vierten Staffel, die vom 19. September bis zum 26. Dezember 2014 ausgestrahlt wurde, war sie Mentorin für die Bands in der Show, während Brenciu für die unter 20-Jährigen verantwortlich war und Bănică als Mentor für die über 20-jährigen Kandidaten. In der fünften Staffel war Matache als Mentorin für die männlichen Kandidaten; Gewinner der Staffel war Florin Răduță aus der Kategorie der „Unter 20-Jährigen“ von Bănică.
In der sechsten Staffel war sie Mentorin für die Jungen und in der siebten für die Mädchen. Ab der achten Staffel, die vom 26. August bis zum 23. Dezember 2018 ausgestrahlt wurde, gewann mit Bella Santiago erneut eine Kandidatin von Matache die Show.
Am 12. Juni 2020 gab Matache und zahlreiche Medien bekannt, dass sie in der neunten Staffel erneut als Jurorin und Mentorin in der Show sein werde. Premiere der neuen Staffel war am 11. September 2020.
Seit 2012 ist sie mit dem rumänischen Geschäftsmann Răzvan Munteanu verheiratet. Beide heirateten im Sommer in der neuen Kirche des heiligen Spiridion in Bukarest. Zuvor hatte Matache ihr Privatleben weitestgehend von der Öffentlichkeit ferngehalten.
Anfang des Jahres 2015 präsentierte Matache gemeinsam mit Mihai Bendeac in der Tanzshow România Dansează die Ballade Doi în unu. Im März veröffentlichte Matache ihr drittes Studioalbum Pe aripi de vânt. Es beinhaltet elf Lieder und wurde überwiegend positiv bewertet. Die drei ersten Lieder des Albums Ipotecat, Pe aripi de vânt und Inimi desenate stiegen in die Top Ten der rumänischen Charts ein. Die anderen Albumtracks, darunter Dale, Wuella, Wuella, Doi în unu sowie U (Fighting with My Ghosts) erschienen zwischen 2012 und 2015 bereits als Singles, diese konnten jedoch keine Platzierung in den Charts erreichen. Während der Aufnahmen arbeitete sie mit einer Vielzahl an Produzenten zusammen, darunter Alexandru Pelin, Ovidiu Baciu, Vlăsceanu Bogdan Florin und Mihai Constantin. Als Gastmusiker wirkten u. a. der Sänger Uddi, Sängerin Kaira, Mihai Bendeac und der Sänger Speak mit. Bei der Verleihung des Radio Romanian Music Awards 2015/2016 gewann Matache vier Awards und erhielt für drei weitere eine Nominierung.

### 2016 bis 2017:DeliriaundLive
Bei einem Konzert in Bukarest am 2. April und 3. April 2016 stellte Matache ihr neues und viertes Studioalbum Deliria vor. Die Veranstaltung wurde unter dem Titel „Welcome to Deliria“ im Sala Palatului in der rumänischen Hauptstadt organisiert und von Adrian Tapciuc geleitet. Beide Konzerte wurden von über 8000 Zuschauern besucht.
Das Album erhielt nach der Veröffentlichung überwiegend positive Kritiken. Als musikalisches Gestaltungsmittel griff Matache auf Pop-Rock, Dance-Pop und Soft-Rock zurück. Es beinhaltet insgesamt zwölf Songs, darunter eine Intro- und Outroversion sowie drei Kollaborationen mit Carla’s Dreams, Taxi und Deepcentral. Einige der Lieder erschienen bereits vorher als Singles, darunter Da, mamă, Gura ta, Cine m-a făcut om mare und Ce are ea? Alle vier Songs konnten sich in den rumänischen Top Ten platzieren. Cine m-a făcut om mare hielt sich zwei Wochen auf Platz 6 der Charts. 2017 erhielt die Sängerin einen Radio Romanian Music Award für das Best Album sowie zwei weitere für das Lied
Gura ta in den Kategorien „Best Duo/Group“ und „Best Pop Song“. Daneben wurde sie für weitere Awards in verschiedenen Kategorien nominiert.
Nach der Veröffentlichung mehrerer Singletracks erschien am 4. März 2017 das Album Live, welches gleichzeitig Mataches erstes Live-Album war. Es war zunächst auf den Musikplattformen Spotify und Deezer ab dem 4. März erhältlich, später dann auch bei iTunes. Das Album ist eine Zusammenstellung
aus Songs in Liveformat. Einige bekannte und schon vorher als Singletracks veröffentlichten Lieder finden sich auf dem Album wieder. Es beinhaltet neben bekannten Tracks auch neue Interpretationen, darunter Raiul e pe pamant, Basi' și cu toba mare und die Rockballade Ochi negri, ochi te tigan (Fata Verde). Von den Kritikern erhielt es gute Stimmen.

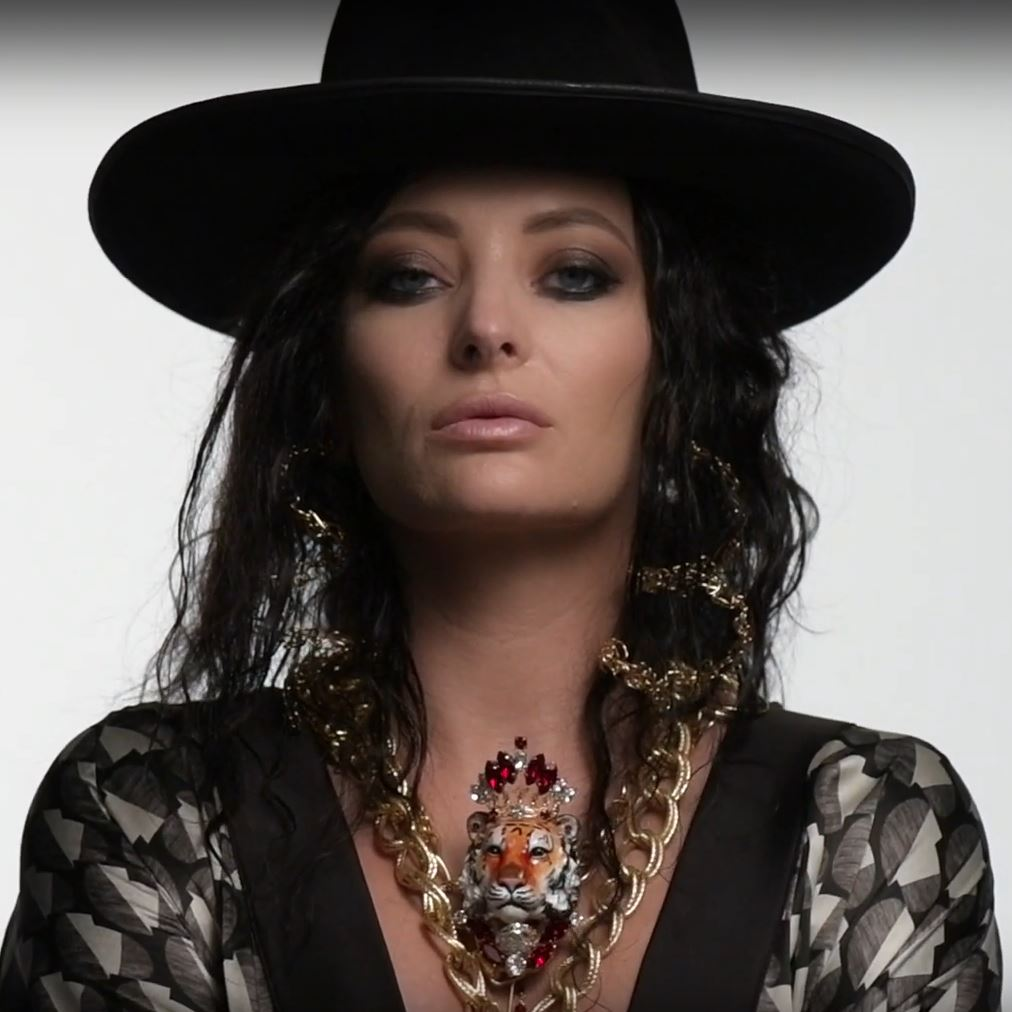
Matache auf einer Ausgabe der Zeitschrift Touch 2019.

### Seit 2018:Acadele,7und weitere Kollaborationen
Am 5. November 2018 veröffentlichte Matache unter dem Label Cat Music die Single Acadele, nachdem bereits einen Tag zuvor auf der Videoplattform YouTube das Musikvideo zum Song erschien. Produziert wurde sie von Alex Cotoi, der neben Matache auch an der Entstehung der Liedtexte beteiligt war. Kritiker bewertete Acadele als einen typischen Trap-Song, in dem sich Matache erstmals im Rap-Gesang versucht und der sich deutlich von ihren früheren Interpretationen abhebt. Innerhalb des Liedes spricht sie u. a. die Ermächtigung von Frauen und die LGBT-Gemeinschaft in Rumänien an und verweist auf das Verfassungsreferendum, in dem sich Bürger gegen eine Legalisierung der gleichgeschlechtlichen Ehe aussprechen.
Im Frühjahr 2019 erschien mit Rămâi die zweite Singleauskopplung nach Acadele aus Mataches kommenden Album 7. Rămâi hielt sich eine Woche auf Platz 10 in den Romanian-Top-Ten, ehe es eine Woche später eine höhere Chartposition erlangen konnte. Zwischen Juni 2019 und Januar 2020 veröffentlichte sie eine Reihe weiterer Lieder, darunter Vreau la țară, Du-te-mă, Trăiește frumos und Despablito. All diese Auskopplungen stiegen in die rumänischen Charts ein und hielten sich mehrere Wochen auf den obersten Plätzen. Als letzte Single wurde Să-mi cânți herausgebracht und stieg für eine Woche auf Platz 10. Nach zahlreichen Ankündigungen erschien am 11. Februar 2020 ihr sechstes Studioalbum 7; zunächst auf Spotify und Deezer.
Im April 2020 veröffentlichte Matache die Single Cum era, die in Zusammenarbeit mit dem Sänger Nane entstand. Eine weitere Single, die Kollaboration Ne vedem noi mit dem Sänger Smiley, wurde im Oktober veröffentlicht. Ne vedem noi erreichte für eine Woche Platz 9 in den Romanian-Top-Ten. Im Juni und Oktober erschienen die Singles Racheta und Între noi. Racheta sowie das Musikvideo erstaunte die Fans einerseits mit einer Mischung aus NFT, anderseits durch die leicht melancholische Melodie.
Die von Killa Fonic und Matache produzierte Kollaboration Cum am știut wurde am 22. April 2022 veröffentlicht und erreichte Platz 2 in den Charts.
Am 28. Mai 2022 veröffentlichte Matache eine Coverversion von OTZL GLTZ, welche sie in Form einer Rockballade dem Fußballverein Oțelul Galați widmete. Der Song erhielt durchweg positive Rezensionen und seitens der Fans großen Zuspruch. Auf der Plattform YouTube verzeichnete der Song wenige Tage nach der Veröffentlichung über 1 Million. Aufrufe.

## Unternehmungen und politischer Einfluss
2018 äußerte sich Matache kritisch über das Verfassungsreferendum, welches die rumänische Regierung am 6. Oktober verabschiedete. Das Referendum beinhaltet als Hauptschwerpunkt, ob die gleichgeschlechtliche Ehe in Rumänien legalisiert werden soll oder nicht. In den sozialen Netzwerken rief Matache ihren Fans dazu auf, nicht für die Verfassungsänderung zu stimmen. Sie vertrat dabei die Meinung des Journalisten Cristian Tudor Popescu, der sich ebenfalls kritisch über die Änderung äußerte.
Während der Protestaktion România vrea autostăzi (Rumänien will Autobahnen) äußerte sie sich erneut kritisch gegenüber der Regierung. So bemängelte Matache unter anderem die schlecht ausgebaute Infrastruktur im Land und fordert ein besser ausgebautes Netz an Straßen und Autobahnen. Auf ihrem Instagramaccount schrieb sie:

Aș fi mult mai fericită în România dacă am avea niște drumuri pe care să mă pot deplasa cu duba noastră cea de toate zilele fără să facem 13 ore până la Timișoara. Da, aș fi mai fericită dacă ar exista autostrăzi, drumuri mai bune. Mi se pare uneori că trăim în două lumi în același timp - o lume în care lucrurile au evoluat și în care avem tehnologii avansate și altă lume în care n-avem drumuri și am rămas în urmă-Mi-ar plăcea să ne putem deplasa mai decent, asta e o chestie pe care am întâmpinat-o în meseria mea. Uneori luăm avioane, dar nu poți mereu, majoritatea drumurilor, 80%, le facem cu duba și e un risc la care te supui până la urmă. Am fost fericiți până acum, dar în momentul în care pleci la drum oriunde în țara asta ești supus unui risc enorm!

„Ich wäre viel zufriedener, wenn wir in Rumänien einige Straßen hätten, auf denen ich mit unserem Van fahren könnte, ohne dabei 13 Stunden nach Timișoara unterwegs zu sein. Ja, ich wäre glücklicher, wenn es hier Autobahnen und besser ausgebaute Straßen gäbe. Es scheint mir manchmal so, als ob wir in zwei Welten leben würden. In der einen ist alles fortschrittlich und die Dinge haben sich weiterentwickelt. Und in der anderen haben wir keine Straßen und es ist so gut wie nichts entwickelt. Ich wünschte mir sehr, wir könnten besser von einem Ort zum anderen gelangen; dass habe ich oft in meinem Beruf erlebt. […] Manchmal nehmen wir das Flugzeug, dass geht aber nicht immer. Zu 80 % fahren wir mit unserem Van, man geht aber ein Risiko ein. Wir waren bisher glücklich darüber, aber sobald sie irgendwo in diesem Land hinfahren, sind sie einem enormen Risiko ausgesetzt!“

In den sozialen Netzwerken, besonders bei Twitter und Instagram, fand der Aufruf große Beachtung. Der Solist Lucian Curelariu von der Gruppe Trupa 9 sagte während eines Interviews:

A fost felul nostru de a susține campania „România vrea autostrăzi“. Sperăm și noi ce speră toți cei care susțin campania și poate este primul pas spre ceva concret.

„Es ist in unser aller Interesse, die Kampagne „Rumänien will Autobahnen“ zu unterstützen. Wir hoffen auch, dass all diejenigen, die die Kampagne mit unterstützen, hoffen, dass es ein erster Schritt in Richtung Verbesserung ist.“

Am 29. März 2020 teilte Matache über die sozialen Netzwerke mit, dass sie gemeinsam mit ihrem Ehemann 121.645 Lei (umgerechnet 25.000 Euro) an die Telethon Români Împreună gespendet habe. Diese Spendenaktion wird im Rahmen der Covid-19-Pandemie von der Intact Media Group organisiert. Zuvor hatte Matache bereits einen kleineren Betrag an die Spendenaktion investiert.
Im Oktober 2020 kauften Matache und ihr Ehemann Răzvan Munteanu ein Penthouse-Apartment im Wert von 14.634.146 Lei (umgerechnet 3.000.000 Euro). Die Wohnung hat eine Gesamtfläche von 575 m² und ist Teil eines Bauprojekts, welches am Rand des One Verdi Parks im Norden von Bukarest entsteht. Eigentümer des Projekts ist die Immobiliengesellschaft One United Properties.
Matache und Munteanu sind gemeinsam Investoren der Immobiliengesellschaft und investieren in einen Großteil der Wohnprojekte One United Properties. Zuvor hatten beide im Jahr 2013 ein Penthouse im Wert von 1 Million am Rand des One Floreasca Parks gekauft.

## Diskografie
Soloalben

| Jahr | Titel Musiklabel                    | Höchstplatzierung, Gesamtwochen, AuszeichnungChartsChartplatzierungen (Jahr, Titel, Musiklabel, Platzierungen, Wochen, Auszeichnungen, Anmerkungen) | Anmerkungen                                     |
| Jahr | Titel Musiklabel                    | RO | Anmerkungen                                     |
| ---- | ----------------------------------- | --- | ----------------------------------------------- |
| 1999 | Altfel Cat Music                    | — | Erstveröffentlichung: 21. November 1999 mit N&D |
| 2000 | Fac de vreau Cat Music              | — | Erstveröffentlichung: 26. Februar 2000 mit N&D  |
| 2001 | Nu e vina mea MediaPro Music        | — | Erstveröffentlichung: 1. Januar 2001 mit N&D    |
| 2002 | Nu vreau să te pierd MediaPro Music | — | Erstveröffentlichung: 15. Mai 2002 mit N&D      |
| 2003 | Explosion Cat Music                 | — | Erstveröffentlichung: 16. Juli 2003 mit N&D     |
| 2003 | Parfum de fericire Cat Music        | — | Erstveröffentlichung: 18. Juli 2003             |
| 2006 | Listen Up! Cat Music                | — | Erstveröffentlichung: 29. Juni 2009             |
| 2015 | Pe aripi de vânt Cat Music          | — | Erstveröffentlichung: 5. März 2015              |
| 2016 | Deliria CatMusic                    | — | Erstveröffentlichung: 2. April 2016             |
| 2020 | 7 Global Records                    | — | Erstveröffentlichung: 11. Februar 2020          |
| 2023 | FLEX Global Records                 | — | Erstveröffentlichung: 7. November 2023          |

## Tourneen
- The Essence of Deliria (2016)
- Acadelia (2018–2020)

## Filmografie
Filme
- 2013: Die Schlümpfe 2 (Ștrumpfii 2)
- 2014: Annie
- 2015: Mune: Gardianul Lunii

Fernsehen
- 2006: Noaptea erorilor
- 2008: Dansez pentru tine
- 2010–2011: Plasa de stele
- 2012–2014: Te cunosc de undeva!
- seit 2012: The X Factor
- 2016: Te pui cu blondele?
- seit 2016: iUmor
- 2018: Prietenii de la 11

## Auszeichnungen (Auswahl)
Romanian Music Awards
- 2012: Best Female für Dale
- 2014: Best Female für Ipotecat mit UDDI
- 2014 Best Song für Ipotecat mit UDDI

Radio Romanian Music Awards
- 2015: Best Female
- 2015: Best Artist
- 2015: Best Song für Pe aripi de vânt mit Kaira
- 2015: Best Pop Song für Pe aripi de vânt mit Kaira
- 2016: Best Song für Inimi desenate
- 2016: Big Like für Inimi desenate
- 2016: Best Artist
- 2016: Best Female
- 2017: Best Song für Gura ta mit Deepcentral
- 2017: Best Duo/Group für Gura ta mit Deepcentral
- 2017: Best Pop Song für Gura ta mit Deepcentral
- 2017: Best Pop Song für Ce are ea?
- 2017: Best Video für Ce are ea?
- 2017: Best Message für Cine m-a făcut om mare
- 2017: Best Female
- 2017: Best Artist
- 2017: Best Album für Deliria
- 2018: Best Song für Weekend mit The Motans

Romanian Top Hits Music Awards
- 2013: Bands Top Hit für Love Me mit Sunrise Inc.